# All England Lawn Tennis and Croquet Club
El All England Lawn Tennis y Croquet Club (AELTC), también conocido como All England Club, es un club privado de tenis fundado en 1868 y con sede en Wimbledon, Londres, Inglaterra.

## Características
Es una organización sin fines de lucro y los fondos que genera de la celebración de los campeonatos, menos impuestos, son utilizados por la Lawn Tennis Association para desarrollar el tenis en el Reino Unido.
Es más conocido por ser el lugar donde se disputa el Campeonato de Wimbledon, el único Grand Slam de tenis que se juega sobre césped.
También se disputaron los partidos de tenis de los Juegos Olímpicos de Londres 2012.

## Historia
Se fundó el 23 de julio de 1868 como un club de croquet con el nombre de All England Croquet Club. En 1875 se construyó en el club la primera pista de tenis, y en 1877 el club cambió de nombre a All England Croquet and Lawn Tennis Club. En 1882 el tenis se convirtió en el principal deporte del club y se retiró la palabra croquet del nombre, pero en 1899 se volvió a poner, en recuerdo de los orígenes del club, y adoptó su actual denominación de All England Lawn Tennis and Croquet Club.

## Membresía
El club cuenta con 375 socios de pleno derecho, unos 100 miembros temporales y un número de miembros honorarios, incluyendo los campeones individuales de Wimbledon y las personas que hayan prestado servicios distinguidos al campeonato.

### Socios
Para llegar a ser un socio de pleno derecho o temporal, el solicitante debe obtener cartas de apoyo de cuatro miembros de pleno derecho, dos de los cuales deben haber conocido al solicitante durante al menos tres años. El nombre se añadirá a los candidatos de la lista.

### Socios de honor
Los Socios de Honor son elegidos de vez en cuando por la Comisión del club.

### Numerus clausus
Una de las razones de la restricción de los números de socios es que la adhesión conlleva el derecho a comprar dos entradas por cada día de los campeonatos, por lo que si el número de miembros se incrementa se reduciría la cantidad de entradas a disposición del público.

## Patronato
La patrona del club es SAR Catalina de Cambridge y el presidente es SAR Eduardo de Kent.